# Singer Vinger
Singer Vinger é uma banda estoniana de punk rock formada em 1986.

## Integrantes
- Hardi Volmer – vocal
- Roald Jürlau – guitarra, vocal de apoio
- Mihkel Raud – guitarra
- Rein Joasoo – bateria
- Avo Ulvik – teclado
- Jaanus Raudkats – baixo

## Discografia
- 1988: Singer Vinger
- 1989: Jää jumalaga puberteet
- 1995: Reanimatsioon
- 1996: Amneesia
- 2000: Troinoi
- 2003: Ärq ei lääq
- 2005: Eesti Kullafond: Singer Vinger
- 2006: 20 aastat singumist ja vingumist